# Rifugio Adamello Collini “Al Bédole”
Das Rifugio Adamello Collini “Al Bédole”, kurz auch nur Rifugio Bédole, ist eine privat geführte Schutzhütte in den Adamello-Presanella-Alpen im Trentino. Die in der Regel von Anfang Juni bis Ende September geöffnete Hütte verfügt über 36 Schlafplätze.

## Lage
Die Hütte liegt im oberen Val di Genova am Talabschluss Pian de Bédole auf 1641 m s.l.m. im Naturpark Adamello-Brenta. Am Rifugio führt mit der Sarca di Genova einer der drei Quellflüsse der Sarca vorbei, die von den oberhalb der Hütte liegenden Mandrone- und Lobbiagletschern gespeist wird. Sie ist im Süden von der Adamellogruppe und im Norden von der Presanella umgeben. An der Hütte führt der Sentiero della Pace (deutsch, Friedensweg) vorbei.

## Geschichte
Die Schutzhütte wurde 1932 von dem aus Pinzolo stammenden Bergführer Adamello Collini unter dem Namen Rifugio Bédole eröffnet. Sie ersetzte das an gleicher Stelle 1886 von der Società degli Alpinisti Tridentini (SAT) errichtete und 1917 im Ersten Weltkrieg zerstörte Rifugio Bolognini. Collini hatte bereits 1931 den Bau einer ersten Hütte in Angriff genommen, die allerdings im darauffolgenden Winter durch eine Lawine zerstört wurde, weshalb er die neue Schutzhütte etwas versetzt an einer etwas geschützteren Stelle neu aufbaute.
Adamello Collini wurde Ende September 1943 in seiner Schutzhütte von der SS verhaftet, weil er Juden und alliierte Soldaten bei der Flucht über die Berge geholfen hatte. Er starb wenige Monate vor Kriegsende im Februar 1945 KZ Melk. Ihm zu Ehren wurde später die Schutzhütte umbenannt.
In der zweiten Hälfte des 20. Jahrhunderts wurde die durch das 16 km lange Val di Genova führende Straße bis zum Rifugio Adamello Collini hinaufgeführt. Die Schutzhütte wurde mehrmals renoviert und 2018 mit Solarzellen ausgestattet.

## Zugänge
- Vom Parkplatz Piana di Bédole, 1558 m ⊙ auf Weg 212 in 30 Minuten

## Nachbarhütten und Übergänge
- Zum Rifugio Mandrone, 2449 m ⊙ auf Weg 212, in 2 ¾ Stunden
- Zum Rifugio Ai Caduti dell’Adamello, 3040 m ⊙ auf Weg 241, in 5 Stunden
- Nach Ponte Verde, 903 m ⊙ auf dem Sentiero delle Cascate in 5 Stunden